# Izabela Prokop
Izabela Maria Prokop – polska językoznawczyni, profesor dr hab. nauk humanistycznych, profesor nadzwyczajny Instytutu Lingwistyki Stosowanej Wydziału Lingwistyki Stosowanej Uniwersytetu Warszawskiego i Instytutu Lingwistyki Stosowanej Wydziału Neofilologii Uniwersytetu im. Adama Mickiewicza w Poznaniu.

## Życiorys
W 1974 ukończyła studia w zakresie filologii germańskiej na Uniwersytecie im. Adama Mickiewicza w Poznaniu, natomiast w 1982 uzyskała doktorat za pracę pt. Deutsch‑polnische Übersetzungsäquivalenz im Bereich der Dialogstrukturen, 18 grudnia 1995 habilitowała się na podstawie pracy zatytułowanej Erotetische Sprechakte im Deutschen und im Polnischen anhand natürlicher Gespräche. 31 października 2013 nadano jej tytuł profesora w zakresie nauk humanistycznych.
Objęła funkcję profesora nadzwyczajnego w Instytucie Lingwistyki Stosowanej na Wydziale Lingwistyki Stosowanej Uniwersytetu Warszawskiego oraz w Instytucie Lingwistyki Stosowanej na Wydziale Neofilologii Uniwersytetu im. Adama Mickiewicza w Poznaniu.
Jest dyrektorem Instytutu Lingwistyki Stosowanej Wydziału Neofilologii Uniwersytetu im. Adama Mickiewicza w Poznaniu, a także była rektorem Poznańskiej Wyższej Szkoły Biznesu i Języków Obcych.